# 马斯勒伊斯

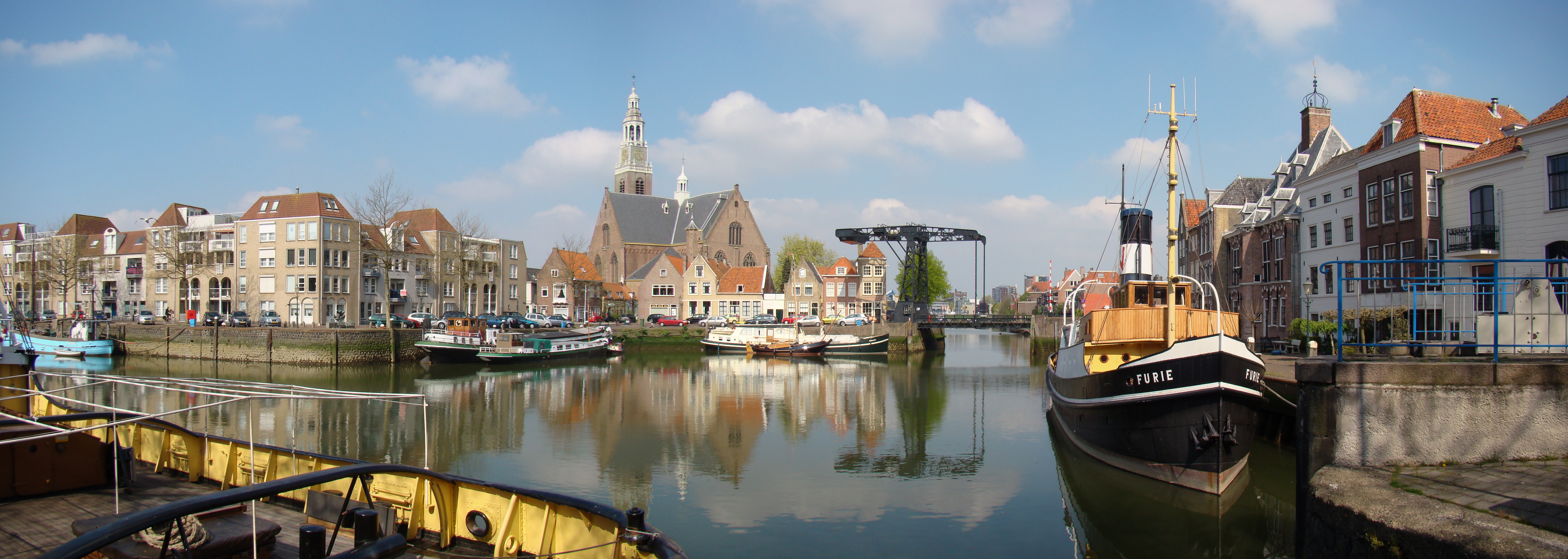
大教堂（de Grote Kerk）

马斯勒伊斯（荷蘭語：Maassluis，荷蘭語：[maːˈslœy̯s] ⓘ）是荷兰南荷兰省的一个市镇。2004年人口32,847。面积10.11 km²，其中1.51 km²为水域。

## 图集

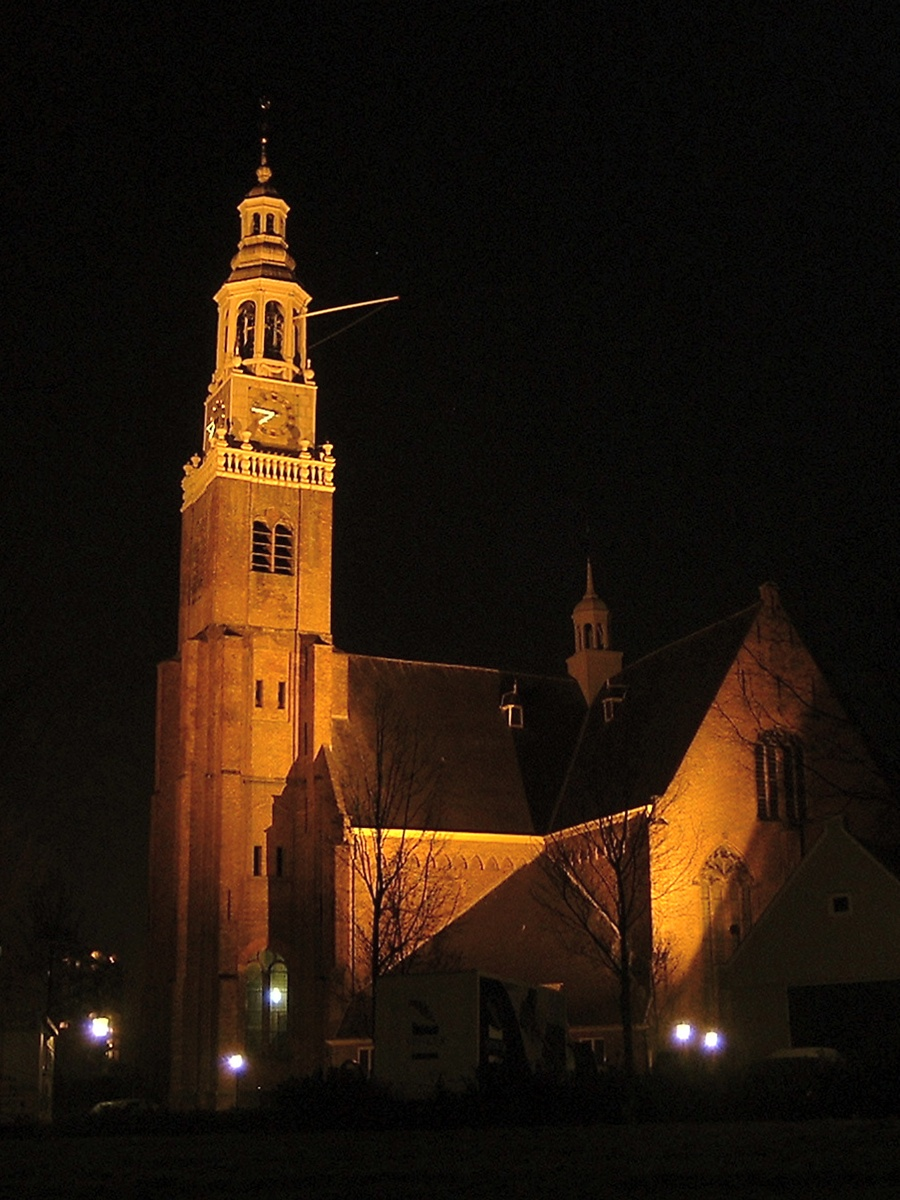
马斯勒伊斯大教堂
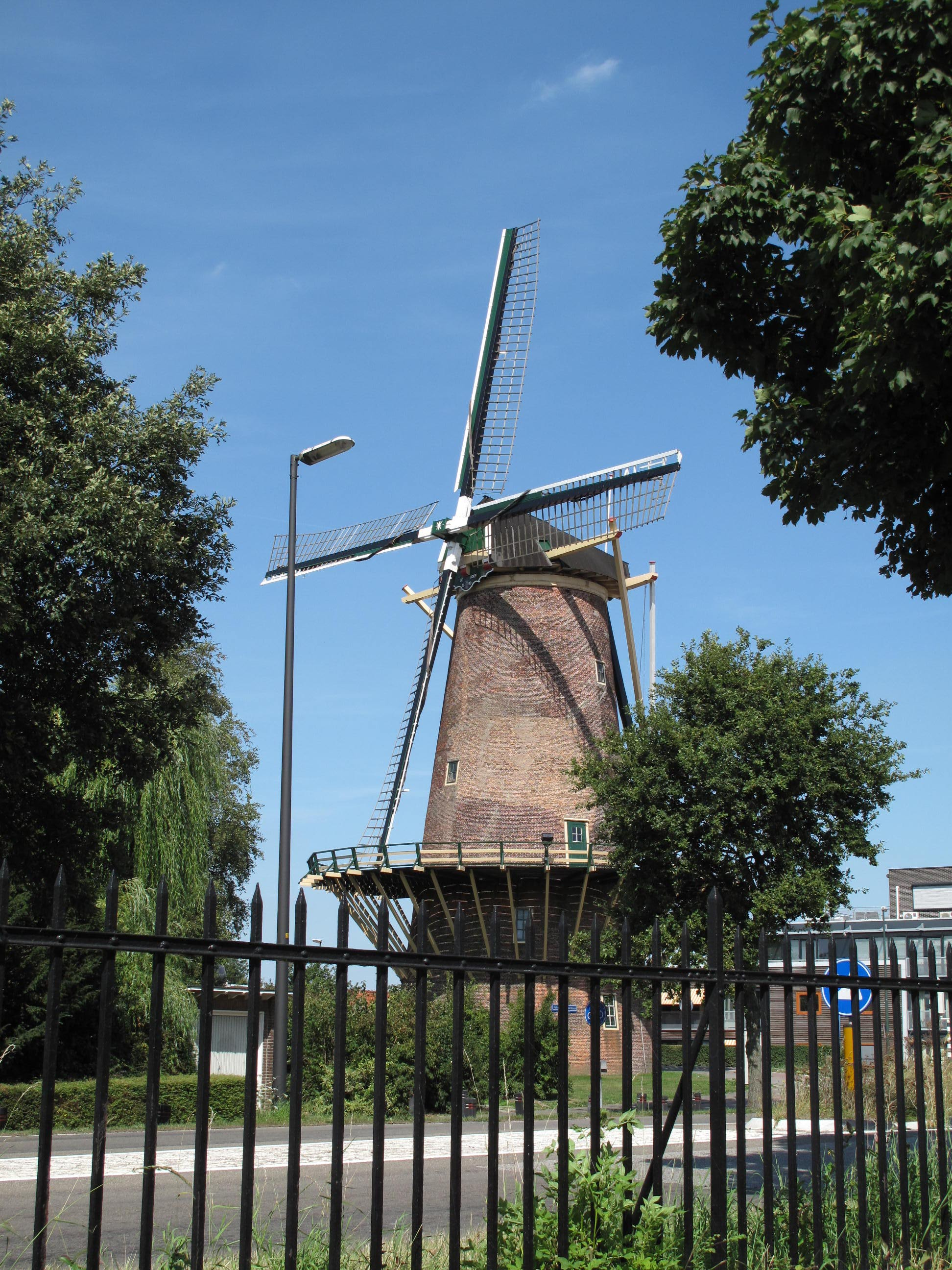
希望（de Hoop）风车磨坊
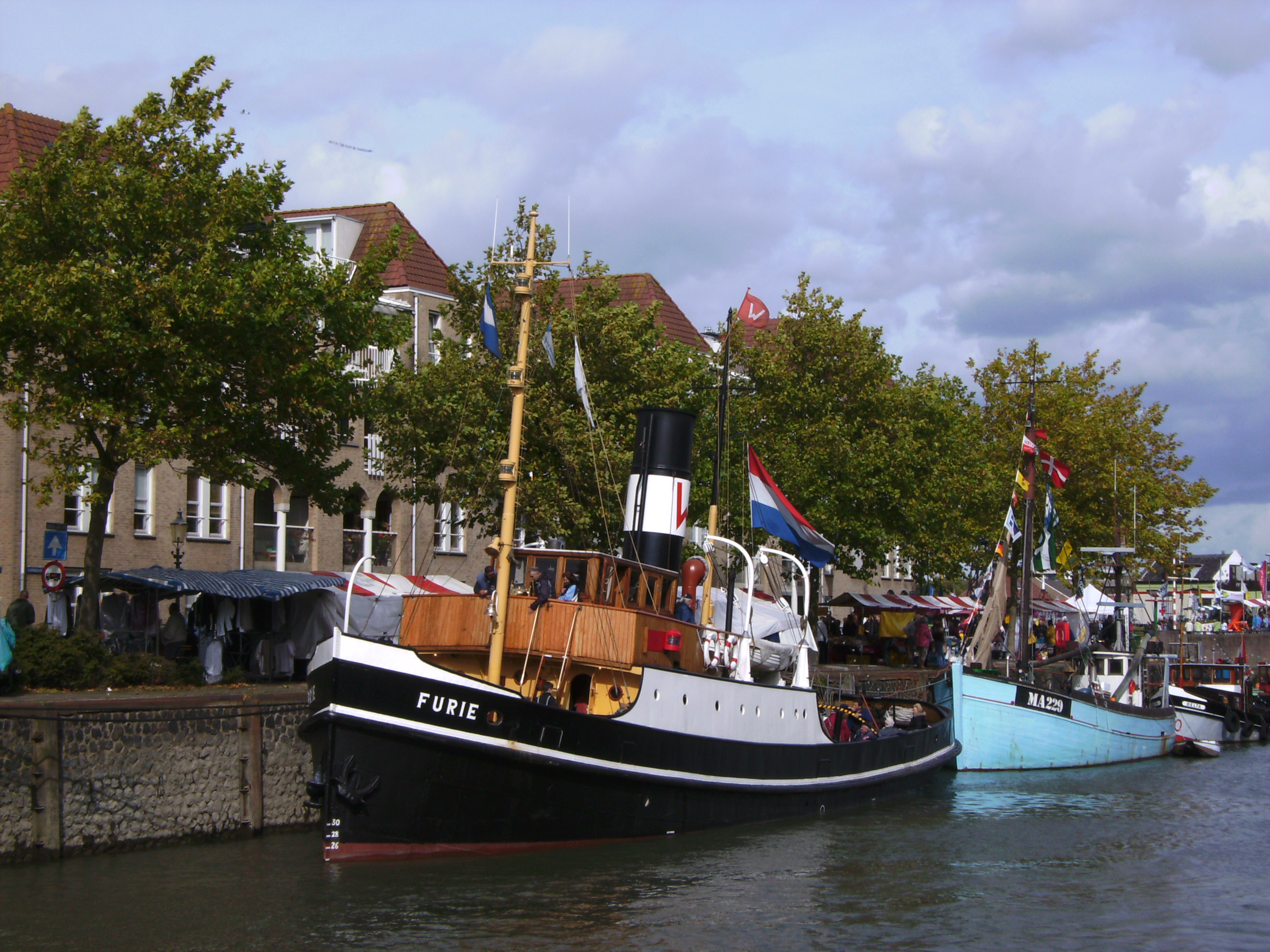
“怒火”号（de Furie）
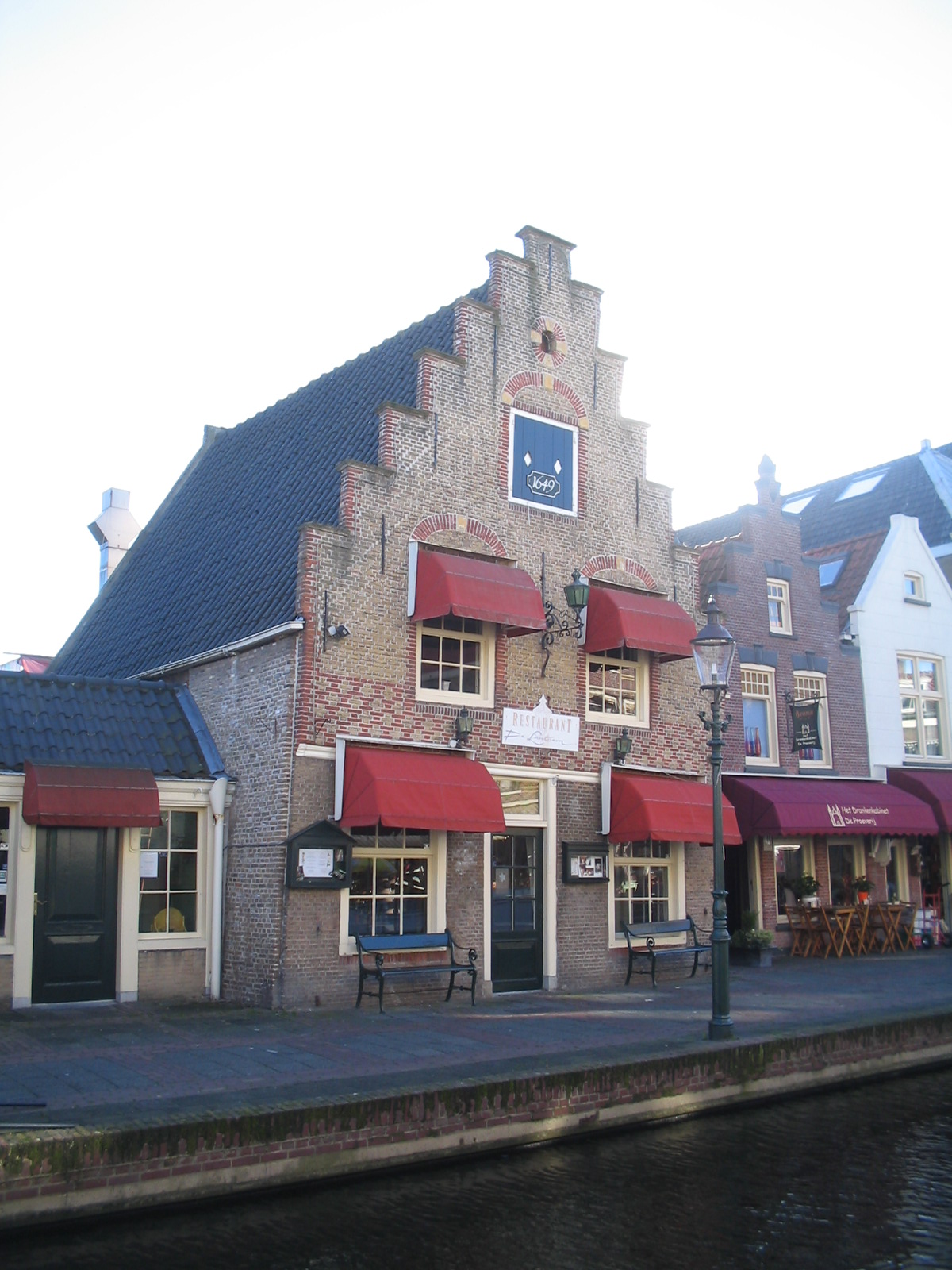
建自1649年的历史建筑
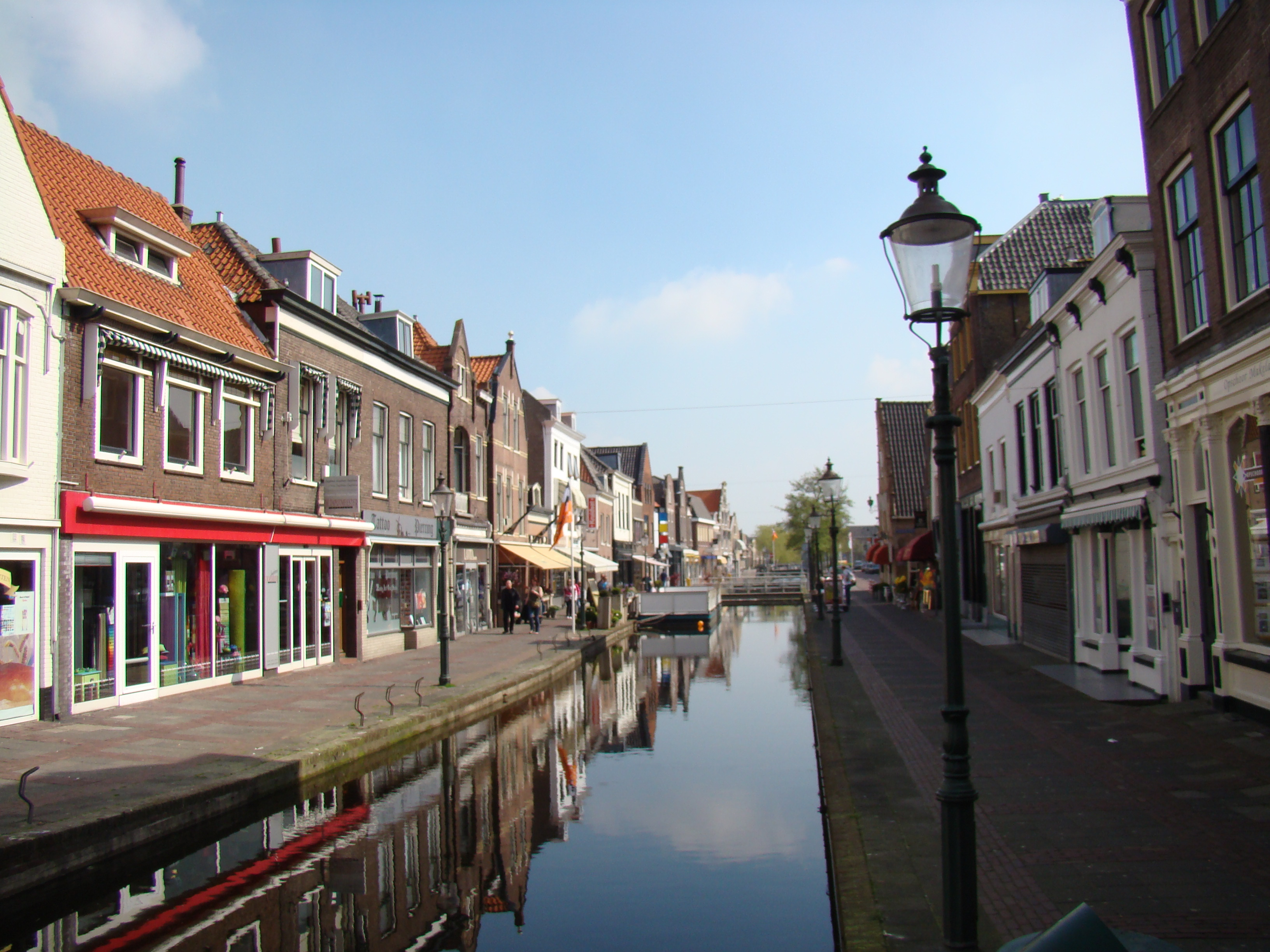
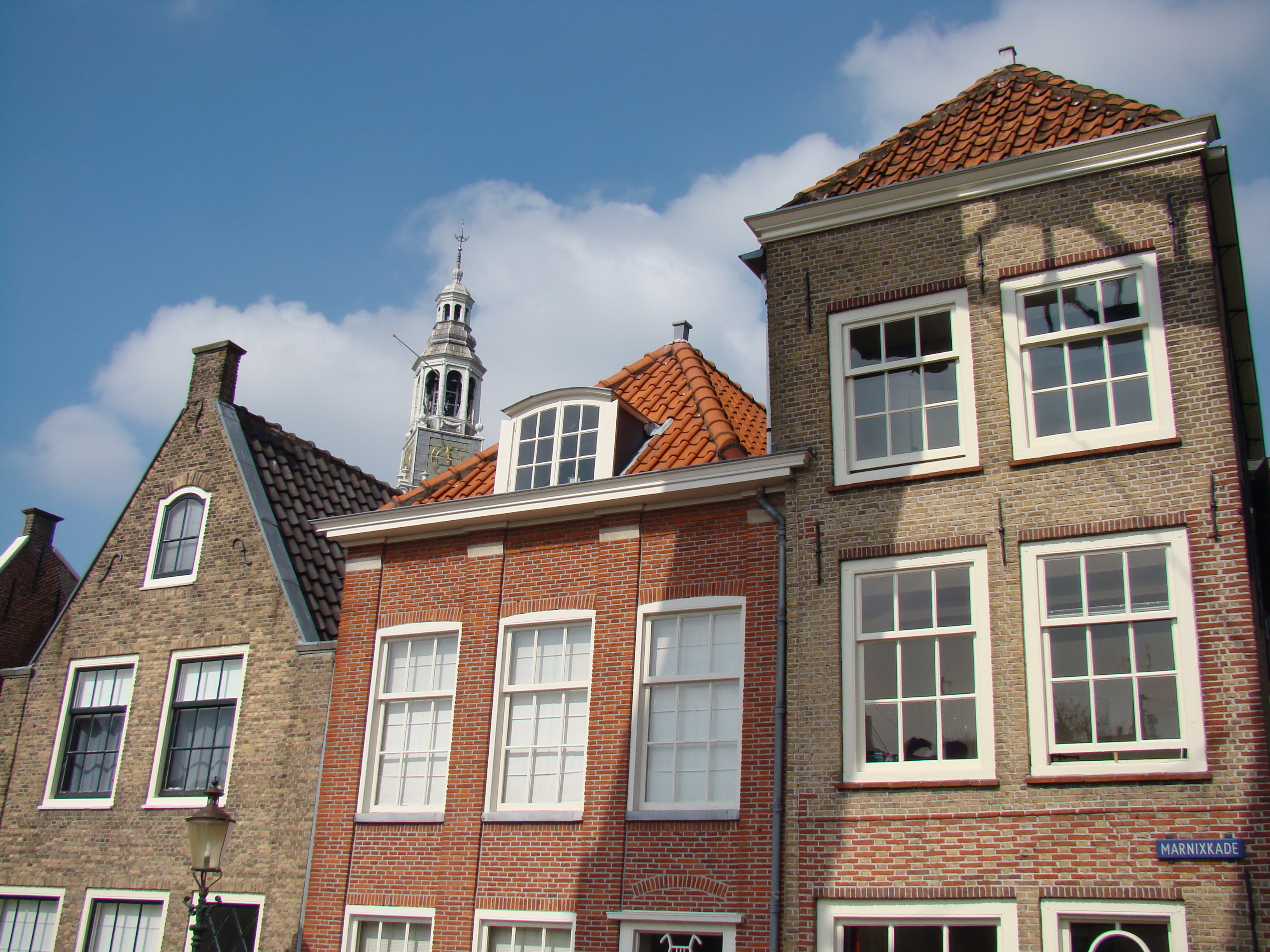
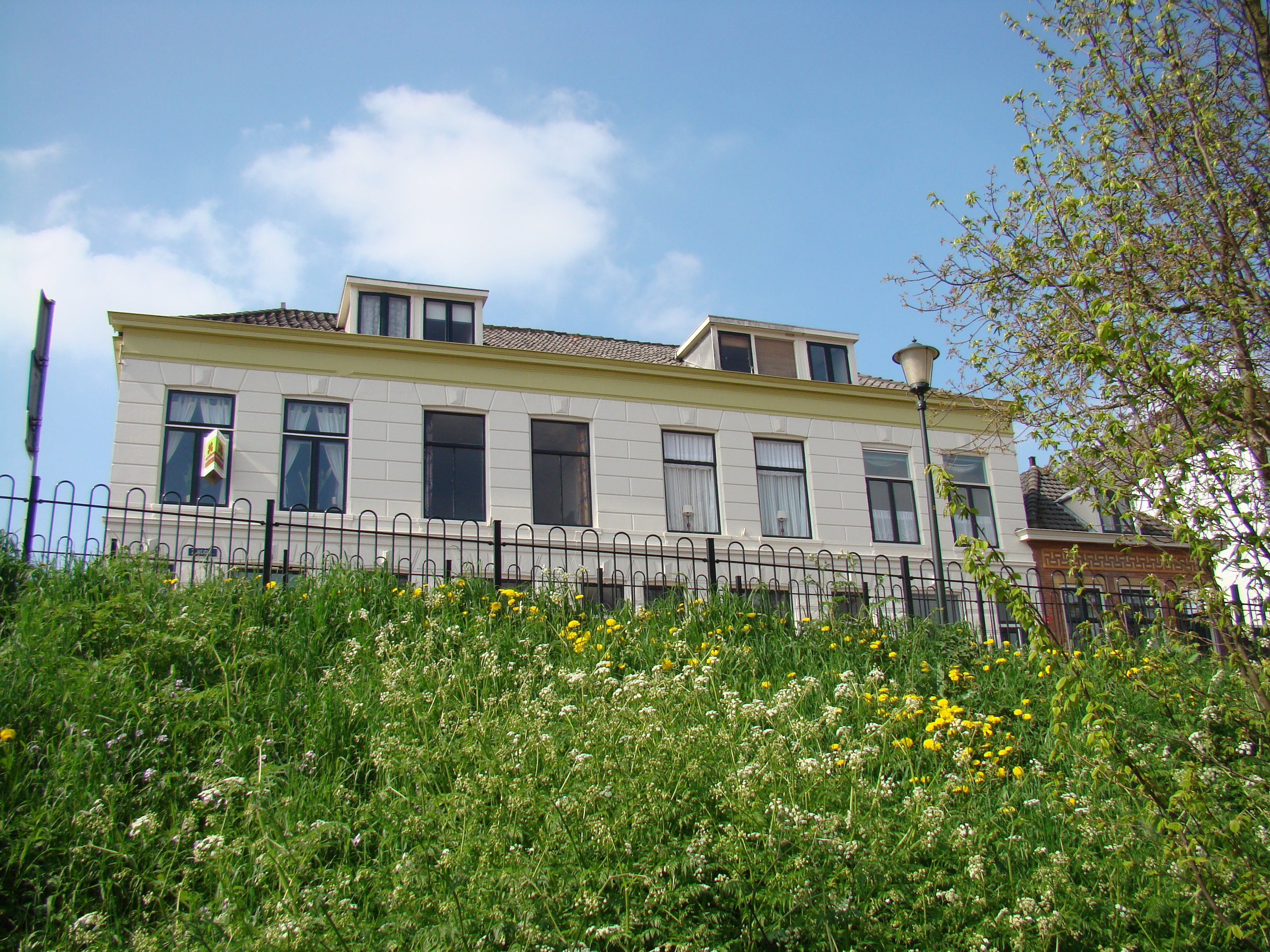
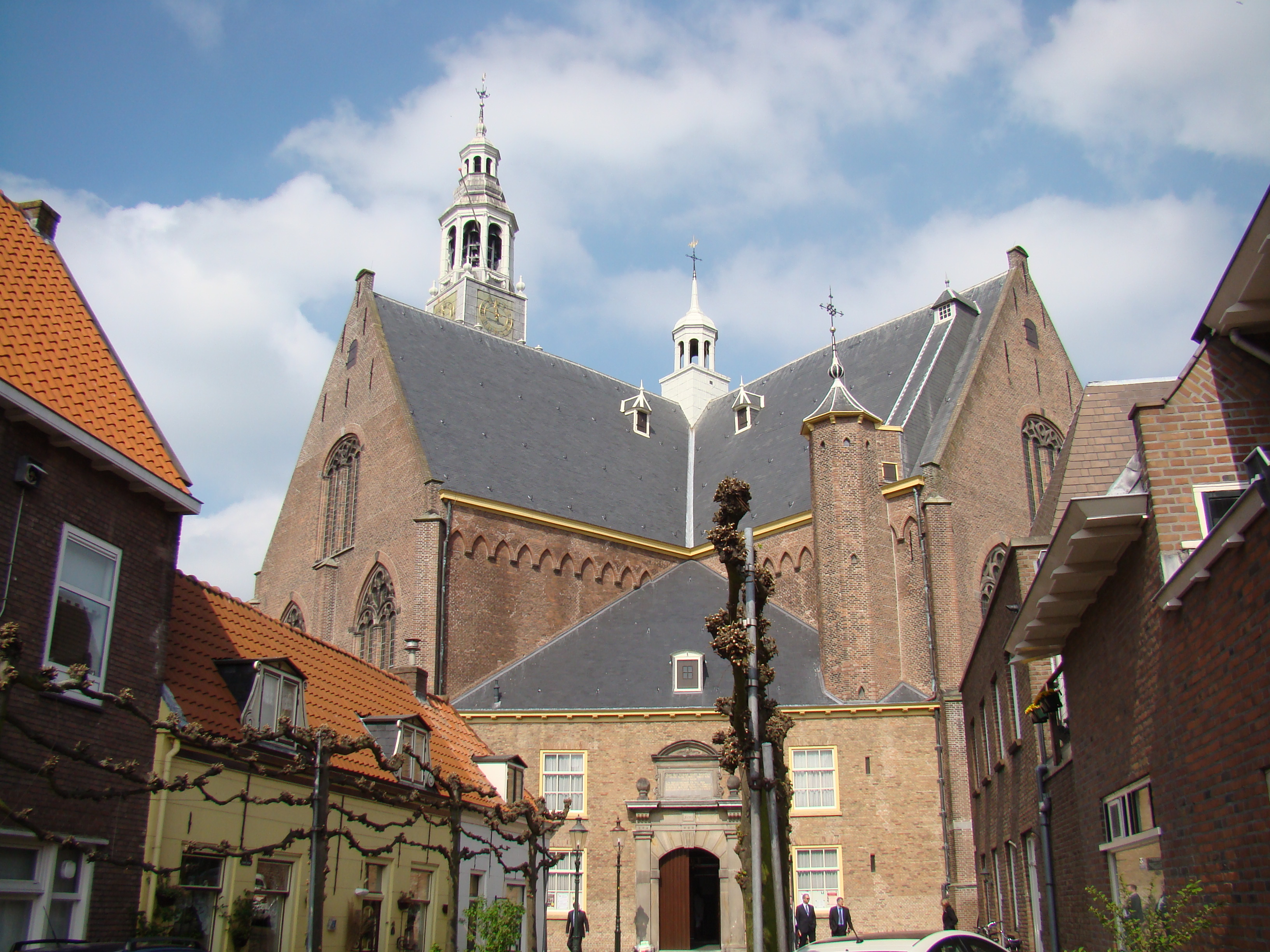